# HD 189245
HD 189245，又名CD-3414082，SAO 211724、HR 7631，是一颗恒星，视星等为5.66，位于銀經7.29，銀緯-28.18，其B1900.0坐标为赤經19h 53m 53.6s，赤緯-33° -28.18′ 4″。